# Huis te Andelst
Het Huis te Andelst is een voormalig kasteel in het Nederlandse dorp Andelst, provincie Gelderland. Het huis lag ten westen van het dorp, aan de noordzijde van de Tielsestraat. Het kasteelterrein is onder andere nog herkenbaar aan de kasteelgracht en de oprijlanen.

## Geschiedenis
In 1576 wordt Gijsbrecht van Meeckeren tot Andelst genoemd als eigenaar van het riddermatige goed Andelst. Zijn vader Johan stond ook al sinds 1555 op de ridderlijsten. De eerste echte vermelding van het Huis te Andelst dateert uit 1628: in dat jaar droegen Gerrit van Meeckeren en zijn echtgenote Getruyt Hackfort het kasteel in leen op aan de Staten van Gelderland, waarna ze het weer als leen terug ontvingen, inclusief alle oude rechten die er aan verbonden waren. Het kasteel en bijbehorende goederen zullen voordien een allodium zijn geweest, in eigendom van de familie Van Meeckeren.
Na het overlijden van Gerrit in 1634 werd zijn weduwe in 1635 beleend met Andelst. Hierna raakte het leengoed verdeeld over verschillende erfgenamen, totdat het in 1693 weer werd samengebracht onder Diederik Johan Albert de Ridder van Groenestein. Uiteindelijk kreeg de familie Speyart van Woerden het kasteel in handen en zij verkochten het in 1821 aan Pieter Pook van Baggen. In 1844 werd het aangekocht door Cornelis Taats, burgemeester van Dodewaard. Hij liet het kasteel twee jaar later afbreken.

## Beschrijving
De hoofdburcht was gelegen op een omgracht eiland. Aan de zuidoostzijde lag een L-vormige voorburcht. Aan de zuidzijde was een voorhof aanwezig. Rondom het gehele complex lag eveneens een gracht. De diverse onderdelen zijn, inclusief de oprijlanen, nog in het landschap herkenbaar. De timmermanswoning is behouden gebleven.
De toegang tot de hoofdburcht lag aan de zuidzijde. Via een ophaalbrug werd het brede poortgebouw betreden. Dit poortgebouw had een zadeldak en in het midden een torentje met een spits. Het hoofdgebouw kende vijf woonvleugels, met in ieder geval twee Gelderse topgevels. De bouwstijl van het kasteel wijst op een ontstaan in de 16e en 17e eeuw.
De oprijlaan in oostelijke richting leidt naar de kerk van Andelst.
Aan het begin van een van de oprijlanen staan nog vier bakstenen hekpijlers. De 18e-eeuwse stenen siervazen in Lodewijk XV-stijl staan niet langer op de pijlers: twee van hen liggen in de tuin van een naastgelegen woning en de twee andere zijn na 1968 omgevallen. De hekpijlers met de (omgevallen) vazen zijn geclassificeerd als rijksmonument.
Twee 17e- of 18e-eeuwse stenen leeuwtjes met wapenschilden staan bij een boerderij aan de Waalbandijk.
Uit vondsten in 1922 zou blijken dat er zich mogelijk een Romeins grafveld bevindt op het kasteelterrein.
Aalst · Aardenburg · Acquoy · Aerdt · Agistaldaburg · Ahof · Aldenhaag · Aller · Ambe · Ammersoyen · Ampsen · Andelst · Angeroyen · Appelburg · Appelse walburg · Appeltern · Arler · Baak · Babberich · Baer · Baerle · Bakerbosch · Balgoij · Barlham · Batenburg · Beek · Beerenclaauw · Bemmel · Bevervoorde · Bergh · Biljoen · Bingerden · Blankenborg (Laren) · Blankenborg · Blauwe Huis · Blokhuis (Ravenswaaij) · Boelenham · Boetselaersborg · Borculo · Boswaai · Brakel · Den Brakel · Den Bramel · Bredevoort · Broekhuizen · Bronkhorst · Bruchem · Bruinhorst · Brunsberg · Bulkestein · Bunswaard · Burcht van Tiel · Buren · De Buurse · Byland · Byvanck · Caetshage · Camphuysen · De Cannenburch · de Cloese · Coldenhove · Culemborg · Dedinckweerd · Delwijnen · Didam · Diepenbroek · Hof te Dieren · Huis Dijck · Dikke Tinne · Doddendaal · Dodewaard · Doornenburg · Doornik · Doorwerth · Dooyenburg · Dorth · Doseburg · Drakenburg · Dreumel · Druten · Duivelshuis · Eerbeek · De Ehze · Elburg · Eldrik · Emmerik · Engelenburg · Groot Engelenburg · Engelrode · Enghuizen · Enspijk · De Essenburgh · Essenpas · Est · Fokkinck · Gameren · Geerestein · Geldermalsen · De Gelderse Toren · Geldersweerd · Gellicum · Gendt · Gennepestein · Glindhorst · Goudenstein · ‘s-Grevenhoef · Groot Hell · Groenlo · Groesbeek · Huis te Groesbeek · Grunsfoort · Gulden Spijker · Hackfort · Hackforts Veenhuis · Hagen · Hagevoort · Hamerden · Hanepol · Harreveld · Harslo · Hassink · Het Haveke · Hedel · Heeckeren · De Heegh · Hees · De Heest · Hellouw · Hemmen · Hernen · Motte van Hernen · Heumen · Heusden · Hoekelum · Hoekenburg · De Hoeve · De Hof · Hof d'Ooy · Hof van Arkel · Huis het Holt · Holthuis · Het Holtslag · Ter Horst · Houberg · St. Hubertus · Huissen · Hulhuizen · Hulkestein · Hulsen · Hunneschans bij De Duno · Hunneschans bij Uddel · Jonker Bloo · 't Joppe · De Kamp · Karssenberg · Kemnade · Keppel · Kermestein · Kernhem · Kervel · Kiefskamp · De Kinkelenburg · Klein Enghuizen · Kleverburg · Kortenhoeve · Laag Helbergen · Lakenburg · Landfort · Langen · Latenstein · De Lathmer · Lathum · Ter Lede · Leegpoel · Leemcuyl · Leeuwen · Leeuwenbergh · Lensenburg · Lent · Leur · Leuvenum · Leyenburg · Lichtenvoorde · Lievenstein · Loenen · Loevestein · Loil · Loowaard · Luynhorst · Hof te Maasbommel · Magerhorst · Malburgen · Malderburcht · Malsen · Manhorst · Marhulsen · De Marsch · Marveld · Mathena · Maurik · Medel · Medestein · 't Medler · Meinerswijk · De Mellard · Mensink · Mergelp · Meteren · 't Meyerink · Middachten · Millingen · Mussenberg · Nagelhorst · Nederhagen · Nederhemert · Neerijnen · Huis Neerijnen · De Nesch · Nettelhorst · Nieuwe Blokhuis ·  Nijburg · Nijenbeek · Old Putten · Notenstein · Nye Huis · Olde Spijker · Oldenaller · Oldenhof (Driel) · Oldenhof (Heteren) · De Ooij · Oolde · Oud Oolde · Oosterhout · Ophemert · Opijnen · Oud Ampsen · Oude Blokhuis · Het Oude Loo · Oude Voorst · Oudenborch · Oud-Wisch · Huis te Overasselt · Overeng · Overhagen · Overlaar · 't Oye · Palmestein · De Parck · Persingen · Plekenpol · Ploen · Pluimenburg · Poederoijen · Poelwijck · Poelwijk · De Pol (Dreumel) · Huis de Poll (Huis te Gietelo) · De Poll (Huissen) · Pollenbering · Pollenstein · Puttenstein · Het Raasink · Ravenhorst · De Rees · Ressen · Reuversweerd · Reygersfoort · Rhijnestein · Huis Rijswijk · Rode Toren · Roode Wald · Rosande · Rosendael · Rossum · Rumpt · Ruurlo · Rijsselt · Schadewijk · Schaffelaar · Scherpenzeel · Schoonbroek · Schoonderbeek · Schoonenburg · Schuilenburg · Schuilkerke · Hof te Seelbeek · Sevenaer I · Sevenaer II · Sinderen (Oude IJsselstreek) · Sinderen (Voorst) · Slangenburg · Sleeburg · Slimsijp · De Snor · Soelen · Spaansweerd · Spaldorp · Spijk · Staverden · Sterkenburg · Swanepol · Tarthorst · Teisterbant (Kerk-Avezaath) · Teisterbant (Kerkdriel) · Ter Dicke · Tolhuis · Tolhuis (Tiel) · Tollenburg · Tongerlo · Toren van Wely · Tuil · Ubbergen · Uilenburg (Ewijk) · Uilenburg (Heteren) · Ulenpas · Ulft · Upladen · Valburg · Valkhofburcht · Valkhofpalts · Vanenburg · Varik · Hof te Varsseveld · 't Velde · Velhorst · Verwolde · Vierakker · De Voorst · Voorstonden · Vorden · Vosbergen · Vredenburg · Vredestein (Driel) · Vredestein (Ravenswaaij) · Vuren · Waardenburg · Waddestein · Wadenoijen · Waede · Wageningen · Walfort · 't Waliën · De Wardt · Watergoor · Watermeerwijk · Wayenstein (Huis te Herwijnen) · Well (Huis van Malsen) · Weijenrade · Westenburg · Westerholt · Weurt · De Wiersse · Wijenburg (Echteld) · De Wildenborch · De Wildt · Wilp · Wilperhorst · Winssen · Wisch · Wychen · Wolfswaard · Woolbeek · Yrst · IJzendoorn · Zeeland · Zilveren Spijker · Zuilichem · Zwaluwenburg · Zwanenburg (Heerde) · Zwanenburg (Megchelen)